# Tshesebe
Tshesebe est une ville du Botswana.